# Leônidas
Leônidas, właśc. Leônidas da Silva (ur. 6 września 1913 w Rio de Janeiro, zm. 24 stycznia 2004 w Cotii) – brazylijski piłkarz występujący na pozycji pomocnika lub napastnika, reprezentant Brazylii w latach 1932–1946, brązowy medalista Mistrzostw Świata 1938.

## Kariera
Był jednym z najbardziej znanych piłkarzy w historii futbolu brazylijskiego, symbolem piłki nożnej w czasach przed epoką Peléego; nazywano go czarnym diamentem i człowiekiem z gumy. Grał jako łącznik i środkowy napastnik. Reprezentował kluby Vasco da Gama Rio de Janeiro, CR Flamengo, a także CA Peñarol; w latach 1934–1946 reprezentował Brazylię, zdobywając w 37 meczach 37 goli.
Dwukrotnie uczestniczył w finałach mistrzostw świata; w 1934 zdobył bramkę w meczu z Hiszpanią, a w 1938 został królem strzelców całej imprezy, trafiając we wszystkich meczach (3 bramki z Polską, 1 bramka w pierwszym i 1 w powtórzonym meczu z Czechosłowacją, 2 bramki w meczu o trzecie miejsce ze Szwecją); Brazylia zajęła w imprezie 3. miejsce.
Do legendy, szczególnie polskiej piłki, przeszedł mecz I rundy. Leônidas zdobył w nim trzy bramki, ale wobec jeszcze lepszej skuteczności reprezentanta Polski Ernesta Wilimowskiego do rozstrzygnięcia niezbędna była dogrywka. O grze Leônidasa krążyły m.in. opowieści, że fragment tego meczu grał bez butów, rzekomo przyzwyczajony do grania boso na plażach brazylijskich. Najprawdopodobniej jednak został ubarwiony fakt uszkodzenia i wymiany butów w trakcie meczu.
Jako napastnik spopularyzował strzał przewrotką.